# Базарносизганський район
Базарносизганський район (рос. Базарносызганский район) — адміністративно-територіальна одиниця (район) та муніципальне утворення (муніципальний район) у західній частині Ульяновської області Росії.
Адміністративний центр —смт Базарний Сизган.

## Історія
Вперше район існував у 1935-1956 роках. З 25 січня 1935 року у Куйбишевській області, з 19 січня 1943 року – у складі Ульяновської області. З 2 листопада 1956 року, зі скасуванням району, увійшов до складу Інзенського району Ульяновської області.

## Населення
| 1939   | 2002    | 2005    | 2009    | 2010    | 2011    | 2012  |
| ------ | ------- | ------- | ------- | ------- | ------- | ----- |
| 34 923 | ↘11 363 | ↘10 900 | ↘10 263 | ↘10 083 | ↘10 052 | ↘9805 |
| 2013   | 2014    | 2015    | 2016    | 2017    | 2018    | 2019  |
| ↘9524  | ↘9173   | ↘8866   | ↘8671   | ↘8516   | ↘8340   | ↘8191 |
| 2020   | 2021    |         |         |         |         |       |
| ↘8035  | ↘7640   |         |         |         |         |       |